# Marlierea villas-boasii
Marlierea villas-boasii är en myrtenväxtart som beskrevs av Joáo Rodrigues de Mattos. Marlierea villas-boasii ingår i släktet Marlierea och familjen myrtenväxter. Inga underarter finns listade i Catalogue of Life.